# Тайбей 101
Тайбей 101 (також Тайпей 101, кит. 台北101, пін. Táiběi yī líng yī; англ. Taipei 101) — хмарочос, розташований у столиці Тайваню Тайбеї. Хмарочос має висоту 509 м (разом зі шпилем) та налічує 101 поверх. На нижніх поверхах розташовані торговельні центри, а верхні зайняті офісами. На момент відкриття 31 грудня 2004 напередодні Нового року хмарочос був офіційно класифікований як найвища споруда на землі, однак у 2010 році це звання перейняв Бурдж Халіфа. Станом на 2023 рік Тайбей 101 є найвищою будівлею в Тайвані та одинадцятою найвищою будівлею в світі.
Будівництво хмарочоса розпочалося в 1999 році. Офіційне відкриття відбулося 17 листопада 2003 року, в експлуатацію введено 31 грудня 2003 року.
Ліфти Тайбея 101 є одними з найшвидших у світі — вони підіймаються зі швидкістю 63 км/год. З першого поверху до оглядового майданчика на 89-му можна дістатись всього лише за 39 с.
Вартість хмарочоса склала 1,7 млрд доларів.
Хмарочос зі скла, сталі та алюмінію підтримують 380 бетонних опор, які заглиблені на 80 м під землю. Ймовірність руйнування при урагані або землетрусі знижує велетенська 660-тонна (728 коротких тонн) куля-маятник (або демпфер), котра міститься між 87 та 91 поверхами. За словами інженерів, вежа зможе витримувати сильні коливання протягом 2500 років.

## Основні дані

### Рекорди
25 грудня 2004 року вежу підкорив «людина-павук» Ален Робер. Висота підкорилась йому за 4 години, хоча він планував витратити всього 2 години.
15 червня 2008 року німецький спортсмен Томас Дольд став переможцем перегонів сходами хмарочоса, піднявшись на 91 поверх будинку за 10 хвилин 53 секунди. У столиці Тайваня німець пробіг 2046 сходин і виграв головний приз змагання — 200 тисяч тайванських доларів (6600 доларів США).

### Архітектура

#### Розміри
Тайбей 101 — Третя за висотою будівля в Азії (не рахуючи Бурдж Дубай). Поділений на 9 ярусів. Його висота складає майже 450 м до даху. Ширина основи 214 м, враховуючи торговий комплекс прибудований до 1-го ярусу. Далі ширина, точніше діаметр наступних 8 ярусів в найширшому місці 76 м, у найменшому 70 м. Висота 1-го ярусу(частини вежі, яка досягає до великого круглого вікна) становить 153 м, інших 8 по 44,5 м.

#### Конструкція
Тайбей 101 сконструйований для експлуатації в природних умовах, типових для Південно-Східної Азії — тут нерідкі тайфуни і землетруси. Інженери, що працювали над будівлею, заявляють, що вона може витримати пориви вітру до 60 м / с (216 км / год) і сильні землетруси, які бувають в регіоні раз в 2500 років.
Завданням інженерів було спроєктувати хмарочос, одночасно не дуже жорсткий для того, щоб протистояти сильним вітрам і, в той самий час, міцний, щоб запобігти поперечні зміщення (бічний зсув). Низька жорсткість запобігає пошкодження конструкції при сильних згинаючих моментах, при цьому повинен зберігатися високий рівень комфорту співробітників і відвідувачів вежі, крім того, неприпустимі деформації, що призводять до додаткового надлишкового навантаження на панелі скління і ненесучі перегородки. Зазвичай для збільшення міцності застосовують посилення конструкції, наприклад, розкосами. Також, висота Тайбей 101 пред'являла інженерам додаткові вимоги щодо стійкості і міцності, що вимагало впровадження інноваційних методів будівництва.
Міцність і, одночасно, нежорсткість вежі досягається, у тому числі через застосування в будівництві високоякісної сталі. Будівлю підтримують 36 колон, включаючи вісім головних колон з бетону з міцністю в 70 МПа. Кожні вісім поверхів аутріггері ферми з'єднують колони в ядрі будівлі з зовнішнім навантаженням.
Перераховані вище особливості конструкції, а також міцність фундаменту роблять «Тайбей 101» одною з найстійкіших будівель, зведених людиною. Фундамент посилений 380 палями, забитими на 80 метрів у землю, з них близько 30 метрів у скельній основі. Кожна паля має діаметр 1,5 метра і може нести навантаження в 1000—1300 тонн. Стійкість конструкції пройшла випробування у 2002 році, коли 31 березня в Тайбеї стався землетрус силою 6,8 бала. Землетрус зруйнував два крани, встановлених на будівлі, яку споруджували, загинули 5 осіб. Обстеження показало, що жодної шкоди землетрус башті не заподіяв, і будівництво відновилося.
Фірма «Thornton — Tomasetti Engineers» разом з «Evergreen Consulting Engineering» спроєктувала 660-тонний сталевий маятник, який є інерційним демпфером коливань. Його ціна складала 4 млн доларів. Підвішений на 88-92 поверхах, маятник коливається, компенсуючи рух будинку, викликаний сильними поривами вітру. Його сфера, найбільша у світі, складається з 41 сталевої пластини, кожна товщиною 125 мм, що разом складає 5,4 м в діаметрі. Два інших гасителі коливань, кожен вагою 6 тонн, є на вершині шпиля. Їхня спільна маса складає 728 тонн. Вони пом'якшують удари вітру, що діють на верхню частину будівлі. Енергію коливань, накопичену демпферами, гасить система пружин, розташованих під демпферами.
Вежа покрита подвійним склінням характерного синьо-зеленого кольору. Це скління захищає працівників від спеки й ультрафіолету.

#### Інтер'єр
«Тайбей 101» є першою рекордною за висотою будівлею зі збудованих у XXI столітті. Споруда, побудована із застосуванням високих технологій, нині є офісним і розважальним центром Тайбею.
Тайбей 101 — будівля багатоцільового використання: на 1-4 поверхах розташовуються підприємства роздрібної торгівлі, поверхи 5-6 займає фітнес-центр, на поверхах 7-84 знаходяться офіси, поверхи 86-88 займають ресторани і бари ; оглядові майданчики розташовані на поверхах 89, 91 і 101. Поверхи 92-100 є технічними.
Двоповерхові ліфти, побудовані японською компанією Toshiba Elevator спільно з Building Systems Corporation (TELC) у 2004 році стали найбільш швидкісними ліфтами у світі. Вони розвивають швидкість в 16,83 м / с (60,6 км/год), що на 34,7 % швидше ліфтів попереднього рекордсмена, вежі в Йокогамі (12,5 м / с або 45 км / год). Ліфти Тайбей 101 піднімають відвідувачів з 5 до 89 поверху за 37 секунд. Кожний ліфт має аеродинамічну форму, систему контролю тиску, інтелектуальну систему аварійного гальмування і першу в світі трирівневу систему захисту від вибігу. Ціна кожного ліфта — 80 млн тайванських доларів (2,4 млн доларів США).
На 85 поверсі будівлі працюють два ресторани: Diamond Tony's, ресторан європейської кухні та Сін Е 101 (欣 叶), ресторан традиційної тайванської кухні. Весь 86 поверх займає японський ресторан.
У багатоповерховому торговому комплексі, що примикає до башти, розташовані сотні магазинів, бутіків, ресторанів (на верхньому поверсі), клубів та інших місць відпочинку. Оформлений комплекс в сучасному стилі з включенням традиційних китайських елементів.

#### Оглядові майданчики
У Тайбей 101 розташований внутрішній оглядовий майданчик на 89 поверсі і зовнішній майданчик на 91 поверсі. Обидва оглядові майданчики кругові, з них видно весь горизонт.
Внутрішній оглядовий майданчик розташований на висоті 383,4 метра над землею. Сюди з 5 поверху ходить найшвидший у світі ліфт (1010 м / хв, весь шлях займає 37 секунд). Усередині оглядового майданчика розташовані інформаційні дисплеї, також проходять художні виставки. Відвідувачам відкривається вид не тільки в місто, а й на інерційний демпфер, розташований усередині будівлі.
Зовнішній оглядовий майданчик розташований на висоті 391,8 метра над землею. Зараз це один з найвищих оглядових майданчиків у світі. Потрапити сюди можна по сходах, провідним з нижньої оглядового майданчика.
Внутрішній майданчик відкритий 12 годин на день (з 10 ранку до 10 вечора), як і зовнішній. Однак зовнішній майданчик закривається при несприятливих погодних умовах. Обидва майданчики працюють 7 днів на тиждень. Квитки можна купити в касі на 5 поверсі або замовити через Інтернет з офіційного сайту оглядового майданчика.